# Agrilus asperulus
Agrilus asperulus är en skalbaggsart som beskrevs av Waterhouse 1889. Agrilus asperulus ingår i släktet Agrilus och familjen praktbaggar. Inga underarter finns listade i Catalogue of Life.